# Anacanthobatis nanhaiensis
Anacanthobatis nanhaiensis е вид хрущялна риба от семейство Anacanthobatidae.

## Разпространение и местообитание
Видът е разпространен в Хонконг.
Среща се на дълбочина от 474 до 500 m.